# آلما مانائو
آلما مانائو (انگلیسی: Alma Mana'o؛ زادهٔ ۲۲ ژوئیهٔ ۱۹۹۴) بازیکن فوتبال اهل ساموآی آمریکا است.
وی همچنین در تیم ملی فوتبال American Samoa بازی کرده‌است.